# Nguyễn Sưởng
Nguyễn Sưởng (chữ Hán: 阮鬯, ?-?), hiệu: Thích Liêu; là nhà thơ và là quan nhà Trần trong lịch sử Việt Nam.

## Tiểu sử
Thân thế và sự nghiệp của Nguyễn Sưởng đều chưa rõ, chỉ biết ông sống cùng thời với Trần Quang Triều , và mất sau người bạn thân này.
Sinh thời, ông tham gia thi xã Bích Động do Trần Quang Triều sáng lập. Và qua số thơ còn lại của ông, cho thấy ông từng làm quan dưới triều Trần .

## Tác phẩm
Tác phẩm của ông còn lại là 16 bài thơ chữ Hán chép trong Việt âm thi tập và Toàn Việt thi lục.
Thơ Nguyễn Sưởng còn lại không nhiều, nhưng nội dung cũng khá phong phú. Một số bài nói về bạn bè, và những quan hệ tâm giao với các nhà sư hoặc đồng liêu cũ. Một số khác viết về thiên nhiên, về thú du ngoạn chùa chiền, thăm lại những chốn cũ, người xưa. 
Trong thơ, mặc dù Nguyễn Sưởng rất ít nói về mình, song cũng có thể thấy được ông là người giàu tình cảm, ưa thích cuộc sống thanh bạch, giản dị, gần gũi với thiên nhiên, quan tâm đến thơ và đạo. 
Và vì sống vào giai đoạn triều chính nhà Trần bắt đầu sa sút, nên trong thơ ông không khỏi có những tâm trạng buồn, nhất là từ sau khi người bạn chí thân của ông là Trần Quang Triều mất sớm. 
Về nghệ thuật, thơ thiên nhiên của ông trong sáng, gợi cảm và trau chuốt. Đó cũng là những đặc điểm của thơ đời Trần nói chung, của thi xã Bích Động nói riêng .

## Thơ Nguyễn Sưởng
Giới thiệu 2 bài:
| Phiên âm Hán-Việt: Bạch Đằng giang Kinh quán sơn hà thảo mộc xuân, Hải triều húng húng thạch lân tuân. Thùy tri vạn cổ Trùng Hưng nghiệp, Bán tại quan hà bán tại nhân. Dịch nghĩa: Sông Bạch Đằng Mồ chôn quân thù cao như núi, cây cỏ xanh tươi, Nước thủy triều ngoài biển ầm ầm, đá núi lởm chởm. Mấy ai biết sự nghiệp muôn thuở đời Trùng Hưng, Một nửa nhờ địa thế núi sông, một nửa do con người. | Bản dịch thơ của bài thơ Bạch Đằng giang" đã được đưa vào phần bài tập của SGK Ngữ văn 10, tập II để so sánh với đoạn cuối của bài "Bạch Đằng giang phú"- Trương Hán Siêu. Phiên âm Hán-Việt: Cúc Đường đề Khai Nguyên quán Tự Lạc tiên sinh kiều cư, nhân thứ kỳ vận Thế duyên tiêu khước ngoại thê nhi, Tục khách ninh dung thoản trúc phi. Thạch đỉnh phanh trà tăng cộng thoại, Tùng đàn bộ nguyệt hạc đồng quy. Đào thi tĩnh ngoạn u nhàn tưởng, Hy hoặch tiên tham động tĩnh ky. Đối tháp tạm thời bồi tiếu ngữ, Kinh trần hồi thủ ngộ tiền phi. Dịch nghĩa Cúc Đường đề thơ ở quán Khai Nguyên nơi trọ của tiên sinh Tự Lạc, nhân hoạ vần Duyên nghiệp ở đời bỏ hết, gác chuyện vợ con ra ngoài, Đâu để khách trần tục đến gõ cửa tre. Nấu trà trong vạc đá, trò chuyện cùng sư, Dạo nguyệt nơi đàn thông, cùng về với hạc. Lặng lẽ thưởng thức ý tưởng u nhân trong thơ họ Đào, Trước hết thăm dò cơ động tĩnh trong nét vạch của vua Hy. Giường đặt đối diện nhau, tạm nói cười tiếp chuyện, Ngoái nhìn bụi kinh kỳ, tỉnh ngộ về những sai trái trước đây. |

## Sách tham khảo
- Phạm Ngọc Lan, mục từ "Nguyễn Sưởng" trong Từ điển văn học (bộ mới). Nhà xuất bản Thế giới, 2004.
- Nguyễn Đăng Na (chủ biên), Văn học thế kỷ X-XVI, mục từ "Nguyễn Sưởng". Nhà xuất bản Khoa học xã hội, 1992.